# بورغفين بال غوستافسون
بورغفين بال غوستافسون (مواليد 24 مايو 1985) هو لاعب كرة يد آيسلندي يلعب لصالح نادي سكجيرن الدنماركي ويمثل منتخب آيسلندا لكرة اليد.

## روابط خارجية
- بورغفين بال غوستافسون على موقع الاتحاد الأوروبي لكرة اليد (الإنجليزية)
- بورغفين بال غوستافسون على موقع أوليمبيديا (الإنجليزية)